# Palladio
Palladio — композиция Карла Дженкинса для струнного оркестра, увидевшая свет в 1995 году. Произведение имеет три части (Allegretto, Largo, Vivace) и написано в жанре «concerto grosso».
Мотив первой части, «Allegretto», был использован в рекламе «De Beers», «Бриллиант это навсегда» (англ. A Diamond Is Forever), 1993 года. После этого Дженкинс закончил сюиту и назвал её «Palladio» в честь архитектора эпохи Возрождения.
Композиция была записана на CD Diamond Music в 1996 году. В записи приняли участие члены Лондонского филармонического оркестра. Впоследствии композиция многократно исполнялась различными музыкальными коллективами.